# Российское философское общество
Росси́йское филосо́фское обще́ство (РФО) — российская философская организация (научное общество).

## Описание
РФО представляет собой некоммерческую, негосударственную общественную организацию, объединяющую философов на основе общности интересов, работающих в области как философских исследований так и преподавания философии.
Членами РФО считаются те из них, кто уплатил членские взносы за текущий год.
В настоящее время РФО насчитывает 1191 член (по состоянию на 07.09.2020), включая философов ближнего и дальнего зарубежья (например, членами РФО являются 8 философов из США).
В состав РФО входят около 100 региональных и городских отделений, философских обществ, первичных организаций и несколько десятков специализированных подразделений.

## История
С 1971 — Философское общество СССР.
С 1992 — Российское философское общество.

### Руководство
Президенты Общества, по году избрания:
- 1971 — акад. Константинов, Фёдор Васильевич
- 1987 — акад. Фролов, Иван Тимофеевич
- 1999 — акад. Стёпин, Вячеслав Семёнович
- 2019 — акад. Смирнов, Андрей Вадимович

Председатели ревизионной комиссии:
- 1971 — Молодцов, Василий Сергеевич
- 1982 — [уточнить].

## Конгрессы и конференции
РФО организует регулярные (раз в 2-3 года) Российские философские конгрессы, принимает участие во Всемирных философских конгрессах. В частности, в 1998 году на конгрессе в г. Бостон (США) участвовало 42 члена РФО.
Ежегодно РФО проводит около 100 Всероссийских и региональных научных конференций, Круглых столов, симпозиумов и т. д. по актуальным проблемам философских исследований и преподавания философии.

## Современная структура
Президент — Смирнов А. В., акад. РАН, д.филос.н., проф., директор ИФ РАН (Москва)
Вице-президенты
- Гусейнов А. А., акад. РАН, д.филос.н., проф., научный руководитель ИФ РАН (Москва)
- Лекторский В. А., акад. РАН, д.филос.н., проф., г.н.с. ИФ РАН (Москва)
- Миронов В. В., чл.-корр. РАН, д.филос.н., проф., декан философского факультета МГУ (Москва)
- Дудник С. И., д.филос.н., проф., директор Институт философии СПбГУ (Санкт-Петербург) — председатель Санкт-Петербургского филос. общества
- Резник Ю. М., д.филос.н., проф., г.н.с. ИФ РАН (Москва) — заместитель Президента

Члены Президиума
- Ажимов Ф. Е., д.ф.н., проф., декан факультета гуманитарных наук НИУ ВШЭ (Москва), профессор департамента философии и религиоведения ДВФУ (Владивосток) — председатель Приморского отделения РФО
- Бельский В. Ю., д.ф.н., проф., зав. кафедрой социологии и политологии Московского университета МВД им. В. Я. Кикотя (Москва)
- Билалов М. И., д.ф.н., проф., зав. кафедрой онтологии и теории познания ДГУ (Махачкала) — председатель Дагестанского отделения РФО
- Диев В. С., д.ф.н., проф., директор Института философии и права НГУ (Новосибирск) — председатель Сибирского отделения РФО
- Драч Г. В., д.ф.н., проф., профессор ЮФУ (Ростов-на-Дону)
- Кирабаев Н. С., д.ф.н., проф., проректор, зав. кафедрой истории философии РУДН (Москва)
- Колотуша В. В., д.ф.н., проф. (г. Голицыно) — председатель Московского областного философского общества
- Королев А. Д., к.ф.н., с.н.с. ИФ РАН (Москва) — главный ученый секретарь РФО
- Лешкевич Т. Г., д.ф.н., проф., профессор ЮФУ (Ростов-на-Дону) — председатель Донского философского общества
- Лисеев И. К., д.ф.н., проф., г.н.с. ИФ РАН (Москва) — председатель Московского философского общества
- Марков Б. В., д.ф.н., проф., профессор Института философии СПбГУ (Санкт-Петербург)
- Маслихин А. В., д.ф.н., проф., профессор кафедры общеобразовательных дисциплин Чувашского государственного аграрного университета — председатель Марийского отделения РФО
- Покровская Т. П., к.ф.н., доц., доцент философского факультета МГУ (Москва)
- Пружинин Б. И., д.ф.н., проф., рук. сектора ИФ РАН и главный редактор журнала «Вопросы философии» (Москва)
- Рабош В. А., д.ф.н., проф., проректор Российского государственного педагогического университета им. А. И. Герцена (Санкт-Петербург) — председатель Герценовского философского общества
- Русакова О. Ф., д.полит. н., проф., Институт философии и права УО РАН (Екатеринбург) — председатель Екатеринбургского отделения РФО
- Салихов Г. Г., д.ф.н., доц., декан факультета философии и социологии БГУ (Уфа)
- Токарева С. Б., д.ф.н., проф., зав. кафедрой философии Волгоградского гос. университета (Волгоград) — председатель Волгоградского отделения РФО
- Устьянцев В. Б., д.ф.н., проф., зав. кафедрой философии Саратовского гос. университета им. Н. Г. Чернышевского (Саратов) — председатель Саратовского отделения РФО
- Чубаров И. М., д.ф.н., проф., директор Института социально-гуманитарных наук ТюмГУ (Тюмень)
- Шестопал А. В., д.ф.н., проф., профессор кафедры философии МГИМО (Москва)
- Щелкунов М. Д., д.ф.н., проф., директор Института социально-философских наук и массовых коммуникаций КФУ (Казань) — председатель Татарстанского отделения РФО

Почетные члены Президиума РФО (представители других стран СНГ)
- Колчигин С. Ю., д.ф.н., проф., главный научный сотрудник Института философии и права КН МОН РК (Алмата, Казахстан)
- Шермухамедова Н. А., д.ф.н., проф., зав. кафедрой «Философия и методология науки» Факультета социальных наук Национального университета Узбекистана имени Мирзо Улугбека — председатель Узбекистанского отделения РФО

## Издания
Деятельность РФО освещает ежеквартальное периодическое издание общества — Вестник Российского философского общества (Вестник РФО).
Журнал содержит следующие рубрики:
- Колонка редактора (Ю.М. Резник)
- Навстречу Российскому философскому конгрессу (А.Ю. Антоновский, А.Д. Королев)
- Онтология и теория познания. Логика (М.И. Билалов, А.А. Крушанов, С.А. Павлов)
- История философии (С.И. Бажов, В.Н. Белов)
- Философия науки и техники (И.К. Лисеев, А.Д. Королев, О.В. Малюкова)
- Социальная и политическая философия (А.Ю. Антоновский, В.В. Колотуша, Т.П. Покровская)
- Философская антропология (Б.В. Марков)
- Философия культуры и образования (В.Ю. Бельский, И. И. Докучаев, Г.В. Сорина)
- В порядке дискуссии (Ю.М. Резник)
- Обзоры и рецензии (Л.Ф. Матронина)
- Научная жизнь (Л.Ф. Матронина)
- Информация для авторов (Л.Ф. Матронина)

Редакция журнала: 
- Главный редактор — Смирнов А. В., д. ф.н, проф., президент РФО
- Заместитель главного редактора — Резник Ю. М., д.ф.н, проф., зам. президента РФО
- Ответственный секретарь — Матронина Л. Ф., к. ф. н.